# Törnskator
Törnskator (Laniidae) är en familj av ordningen tättingar, nära släkt med kråkfåglar (Corvidae), med utbredning framför allt i Palearktis och Afrika. Törnskator är karakteristiska med kraftiga krokförsedda näbbar och sin vana att spetsa fångade insekter och små ryggradsdjur på törnen, taggtrådar och liknande, därav familjens namn. Det vetenskapliga namnet på familjen, Laniidae, liksom namnet på det största släktet Lanius, kommer från det latinska ordet för "slaktare".

## Utseende
Fåglarna har en stark, hoptryckt näbb vars övre halva är hakformigt nedböjd vid spetsen så att den går över den kortare underkäken. Bakom spetsen är näbben försedd med en skarp, tandformig flik och munvinklarna är kantade med styva borst. Benen är kraftiga och tarsen är baktill täckt av längsskenor, framtill av tvärsköldar. Vingarna är medelstora och stjärten är vanligen lång och mer eller mindre avrundad. 

## Utbredning och systematik
Arterna i familjen förekommer främst i Palearktis och i Afrika, men ett par arter förekommer också i Nordamerika. Ingen art inom familjen förekommer i Sydamerika eller Australien. I familjen törnskator har tidigare en mängd olika arter placerats som påminner om varandra utseendemässigt. DNA-studier har dock visat att de inte är varandras närmaste släktingar. Numera begränsas familjen till enbart två släkten:
- Släkte Eurocephalus – två afrikanska arter
- Släkte Lanius – ett 30-tal arter, inklusive Corvinella och Urolestes

Följande grupper av fåglar placerades tidigare i Laniidae:
- busktörnskatorna i Malaconotidae
- hjälmtörnskatorna i Prionops, numera i familjen vangor
- markbatis (Lanioturdus torquatus), tidigare trasttörnskata, numera i familjen flikögon
- nikatorerna i Nicator, numera i den egna familjen Nicatoridae
- borstskrikan (Pityriasis gymnocephala), numera i den egna familjen (Pityriasidae)